# Texcoco (jezero)
Texcoco (špa. Lago de Texcoco) je bivše prirodno jezero u Meksiku.
Asteci su izgradili grad Tenochtitlán na otoku na jezeru Texcoco. Španjolci su izgradili Mexico City na mjestu Tenochtitlána. Napori u vezi kontrole poplava doveli su do pražnjenja većine jezera, ostavljajući mnogo manje jezero Texcoco istočno od grada, okruženo slanim močvarama.
Meksička dolina u kojoj se nalazi jezero Texcoco je depresija s prosječnom visinom od 2.236 metara iznad srednje razine mora, a nalazi se u južnom Meksiku na visoravnima središnjeg meksičkog platoa. Nekada je ovdje bio niz pet većih i nekoliko manjih jezera kao što su: Xaltocan, Zumpango, Chalco i Xochimilco. Tijekom razdoblja visokog vodostaja, obično nakon svibnja do listopada, jezera su se spojila u jedno. U sušim zimskim mjesecima, kada se voda povukla, svako je jezero bilo zasebno.
Jezero Texcoco bilo je najniže položeno od svih ovih jezera pa je voda utjecala u njega. Sada se nalazi na području glavnog grada Meksika − Mexico Cityja.